# Терил (Ајова)
Терил (енгл. Terril) град је у америчкој савезној држави Ајова. По попису становништва из 2010. у њему је живело 367 становника.

## Демографија
Према попису становништва из 2010. у граду је живело 367 становника, што је -37 (-9.2%) становника више него 2000. године.
| Група             | 2000.       | 2010.       |
| Белци             | 399 (98,8%) | 347 (94,6%) |
| Афроамериканци    | 1 (0,2%)    | 2 (0,5%)    |
| Азијати           | 2 (0,5%)    | 4 (1,1%)    |
| Хиспаноамериканци | 1 (0,2%)    | 8 (2,2%)    |
| Укупно            | 404         | 367         |